# 에밀리아 부인의 연정
《에밀리아 부인의 연정》(The Indecent Woman, De Onfatsoenlijke Vrouw)은 네덜란드에서 제작된 벤 베르봉 감독의 1991년  영화이다. 허브 스타펠 등이 주연으로 출연하였고 Chris Brouwer 등이 제작에 참여하였다.

## 출연

### 주연
- 허브 스타펠

### 조연
- 피터 볼허이스
- Earl Van Es
- 잭 우터즈

## 기타
- Line PD: 아놀드 헬스렌펠드
- 미술: Dick Schillemans
- 의상: Tamara Jongsma
- 배역: 한스 켐나